# Lexias pardalis
Lexias pardalis là một loài bướm ngày thuộc họ Nymphalidae. Nó được tìm thấy ở Indomalaya ecozone.
Sải cánh dài 80–90 mm.

## Hình ảnh

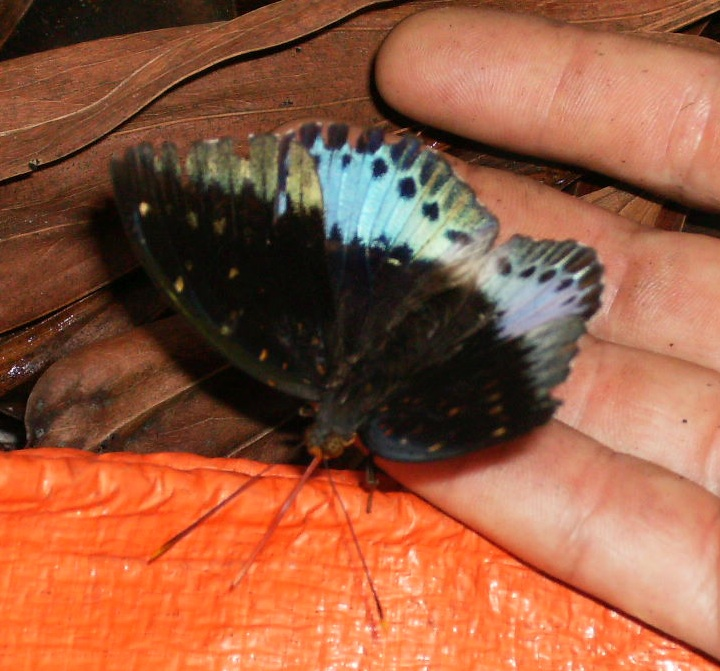
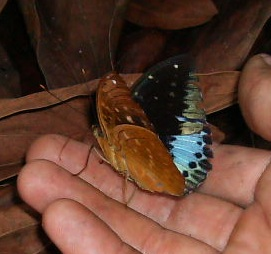
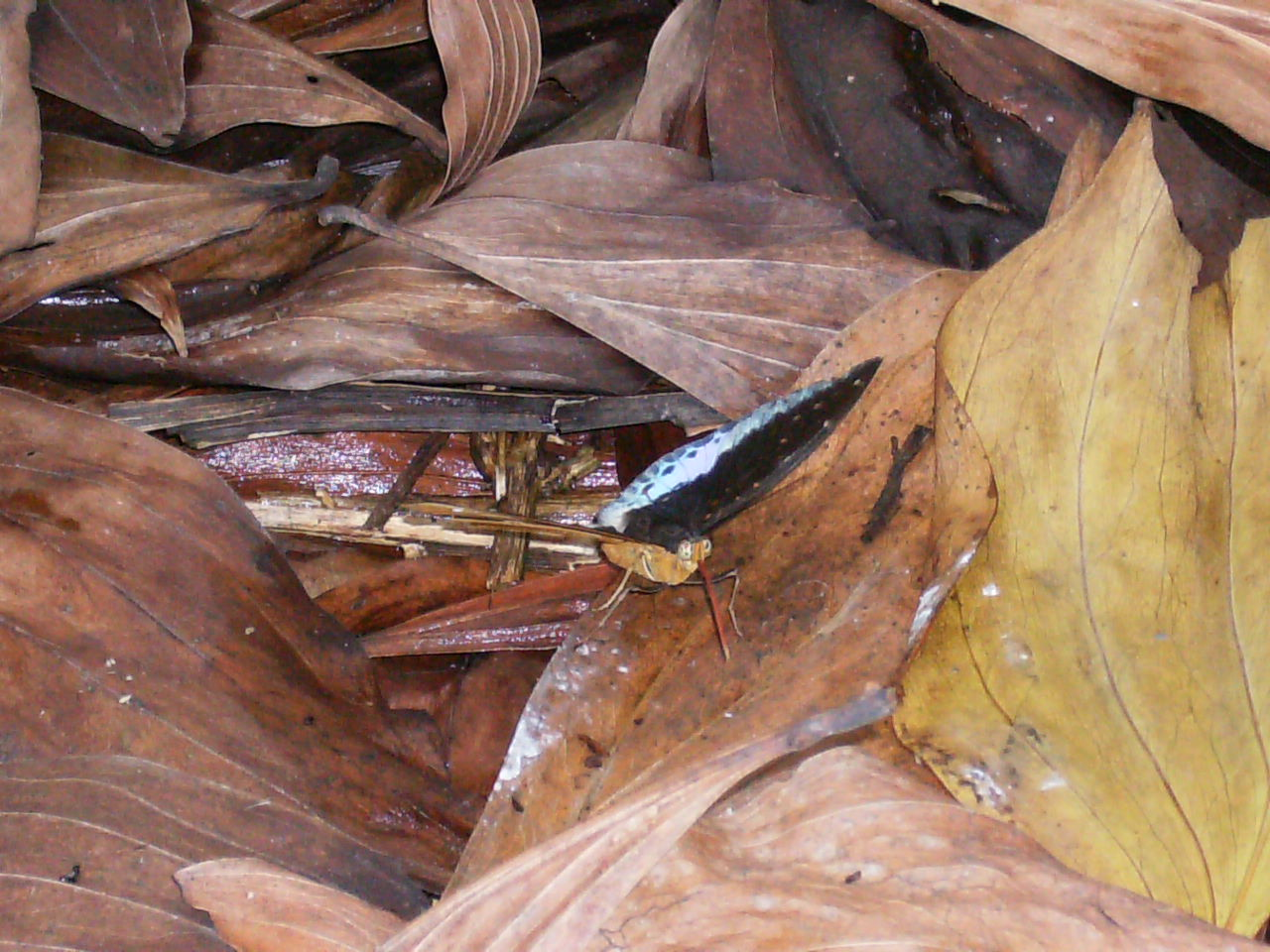
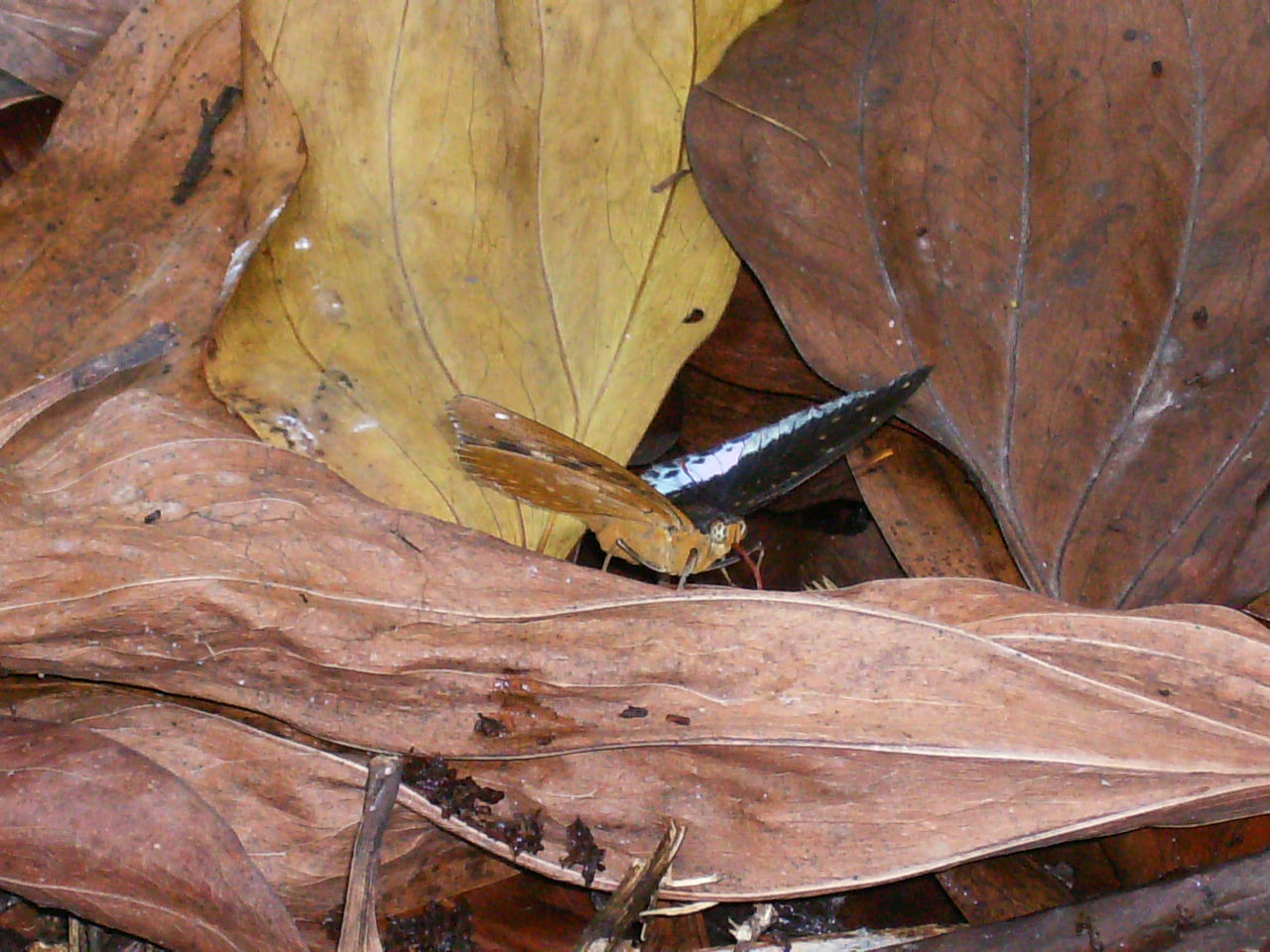